# 柄本明
柄本 明（えもと あきら、1948年11月3日 - ）は、日本の俳優、演出家、タレント。愛称は、えもっちゃん、エモアキ。 ノックアウト所属。
東京都中央区銀座（旧・木挽町）出身。東京都立王子工業高等学校機械科卒業。妻は角替和枝、息子は柄本佑、柄本時生。安藤サクラ（佑の妻）は義娘。

## 来歴

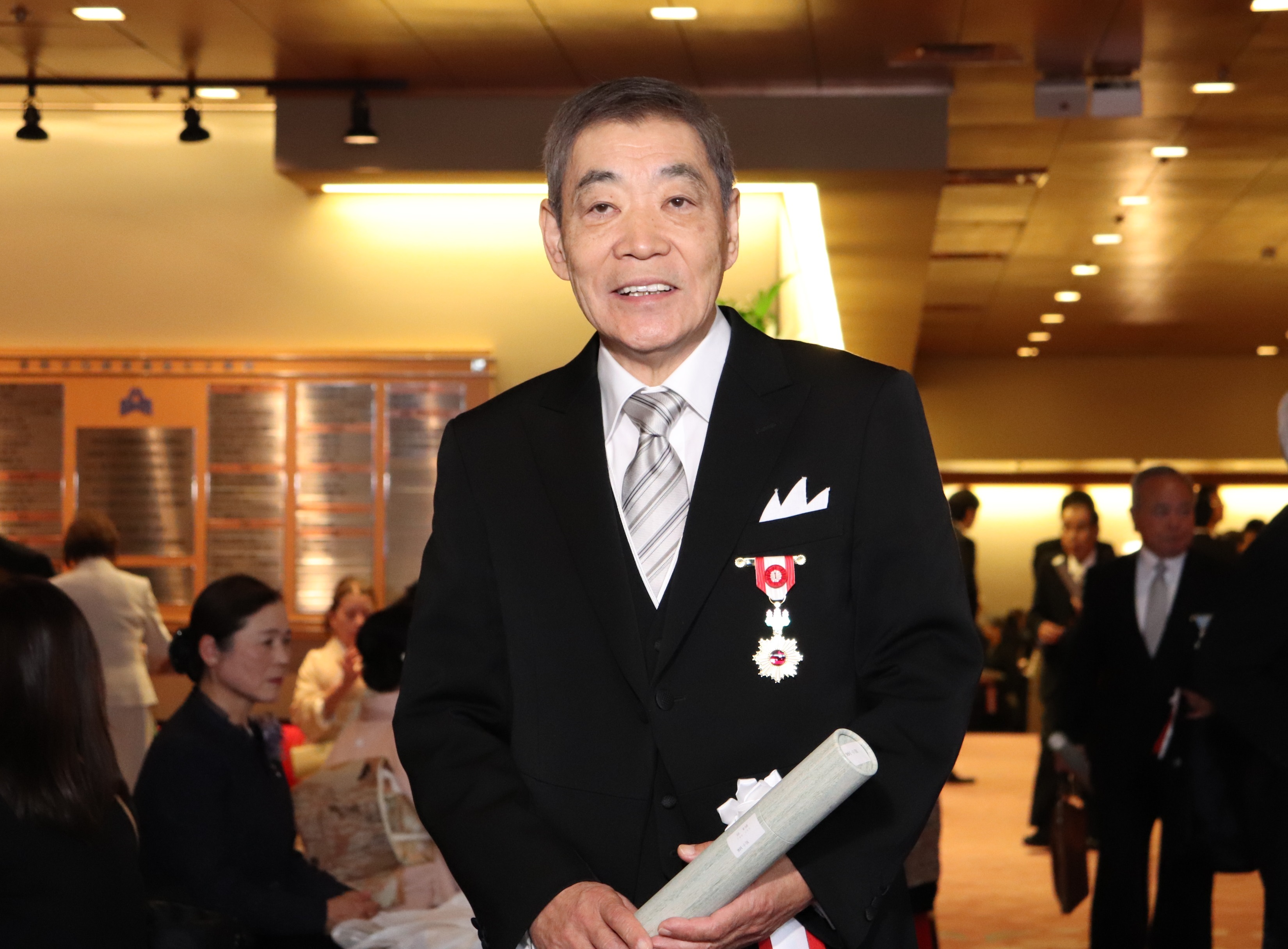
2019年12月13日、旭日小綬章伝達式にて

母方の祖父は東京・銀座で箱屋（芸妓斡旋業）を経営していた。生家が歌舞伎座の裏手にあったこと、映画や演劇好きの両親・家族に囲まれて幼少期を過ごしたことが俳優を志すきっかけとなる。工業高校卒業後は商社に就職したが、俳優に憧れ金子信雄が主宰する劇団「マールイ」の演劇教室の生徒となり、同じ教室にいた松田優作と知り合う。
NHKの大道具のアルバイトをしていた。当時の同僚に大杉漣、小林薫、秋田明大などがいた。1974年に自由劇場へ参加。笹野高史、吉田日出子などが在籍するなかで俳優として起用されるようになったものの、串田和美の作風が肌にあわず、1976年退団し、同年に自由劇場時代に知り合った、ベンガル・綾田俊樹と共に劇団東京乾電池を結成する。その後、やはり自由劇場時代に知り合った、高田純次、岩松了らが入団。同年4月から1978年3月頃までベンガル・綾田と『ひらけ!ポンキッキ』のお兄さんを務めたことがある。特異な容貌と独特の存在感で、テレビや映画等にも出演するようになる。24歳から下北沢に住み、本多劇場のこけら落しにも出演、下北沢ザ・スズナリでも活動した。そうした縁もあり下北沢の再開発に反対する住民運動のSave the 下北沢にも招かれている。
1992年、映画『空がこんなに青いわけがない』では監督を務めている。これ以降監督作は無く、「もう二度とやりません」と語っている。
1998年、『カンゾー先生』で第23回報知映画賞主演男優賞や第22回日本アカデミー賞最優秀主演男優賞などを受賞。2004年、『座頭市』などで第58回毎日映画コンクール男優助演賞を受賞。2011年、芸術選奨文部科学大臣賞受賞。
2006年、NHK大河ドラマ『功名が辻』で次男・柄本時生と親子共演を果たした。『スタジオパークからこんにちは』でゲストとして呼ばれたときには、豊臣秀吉役の格好のままで登場。その姿で東京乾電池30年の歴史などを語った。
2011年6月、紫綬褒章を受章。
2012年1月には下北沢ザ・スズナリにて、劇団東京乾電池35周年記念公演、『ハムレット』に出演。
2013年8月、NHKの番組『旅のチカラ』収録のためにスタッフとともにペルーの劇団を訪れていたところ、強盗事件に巻き込まれた。強盗団は銃で威嚇しながら放送機材などを奪って逃走したが、柄本や番組スタッフらに怪我はなかった。
2019年11月、旭日小綬章を受章。

## 人物
シリアスな演技だけではなく、笑いを呼ぶ演技も得意とする。『志村けんのだいじょうぶだぁ』や『志村けんのバカ殿様』などにおける志村けんとのコントについて本人は「コントは志村さんとしかやらない」と明言している。コントでは、柄本が強烈な個性を持つボケ役を演じ（婚期を逃した四十路女性、挙動不審なサラリーマン、年増の芸者など）、志村がツッコミに徹する形で笑いを誘発するパターンが一貫して取られている。2010年代になると刑事や寺の住職など癖のある初老の男性を演じるようになった。当初は面識のない志村から突然オファーを受けた上、台本には冒頭の設定しか書かれておらず、「腕試しされているようで怖かった」と語っている。一方で志村は「笑いとかやるには得な顔」という理由で、直感的に柄本にオファーを出したと明かしている。
笹野高史とは自由劇場時代からの30年来の親友で、両者とも『男はつらいよシリーズ』、『釣りバカ日誌シリーズ』で何度も共演しており、どちらかがバラエティに出演した際、互いの愚痴をこぼし合う仲である。
芸能関係者とプライベートの交流をほとんど持とうとしなかった渥美清と親交の深かった数少ない芸能人である。笹野を加えた3人で連れ立って芝居を見に行ったり、バーに飲みに行くこともあったという。
映画『ゴジラvsスペースゴジラ』の監督を務めた山下賢章は、柄本について「茫洋たる人物」という印象であったが、核を持っているからこそ茫洋さが輝いていたといい、視線が揺れず輝きの深浅を芝居で制していたと述べている。同作品で共演した橋爪淳は、柄本はそこにいるだけで雰囲気を作っていたと語っており、吉川十和子は柄本が芝居について情熱的に語っていたことを証言している。

## 出演

### テレビドラマ
- 探偵物語（日本テレビ）
  - 第16話「裏切りの遊戯」（1980年） - 爆弾製造犯
  - 最終話「ダウンタウン・ブルース」（1980年） - 珈琲ショップマスター・柄本
- ミセスとぼくとセニョールと!（1980年、TBS） - 文彦
- 拳骨にくちづけ（1981年、TBS）
- 野々村病院物語（1981年、TBS） - 徳川康家
- 蒲田行進曲（1983年、TBS） - ヤス
- モモ子シリーズ（TBS）
  - 聖母モモ子の受難（1983年）
  - スキャンダル黙示録（1985年）
  - 最後の審判（1997年）
- あとは寝るだけ（1983年）
- ビートたけしの学問ノススメ（1984年、TBS） - 小松右京
- 銀河テレビ小説（NHK総合）
  - 迷惑かけてありがとう（1984年） - 佐々木金助
- 刑事物語'85 (1985年、日本テレビ)　- 木沢烈
- 花嫁人形は眠らない（1986年、TBS・KANOX） - 小中市太郎
- 時間ですよふたたび（1987年、TBS・KANOX） - 梶原昇
- あそびにおいでョ!（1988年、フジテレビ） - 四万雄一
- 京都サスペンス あじさい色のレディ（1988年、関西テレビ・G・カンパニー）
- 鬼平犯科帳 （1989年、フジテレビ）
  - 第1シリーズ 第3話「蛇の眼」 - 小野十蔵
  - 第1シリーズ 第4話「血頭の丹兵衛」 - 小野十蔵
  - 第1シリーズ 第6話「むっつり十蔵」 - 小野十蔵
  - 第5シリーズ 第9話「盗賊人相書き」 - 石田竹仙
- あいつがトラブル 第12話（1990年）
- ホットドッグ（1990年、TBS） - 大田原輝
- 火曜サスペンス劇場「たそがれに愛をこめて -心臓外科医と死刑囚-」（1990年、日本テレビ） - 竹中公平
- 月曜・女のサスペンス カチカチ山殺人事件（1990年、テレビ東京） - 田野木肇・太宰治 ※二役
- ふぞろいの林檎たちIII（1991年、TBS） - 門脇幹一
- 世にも奇妙な物語 「我が家はどこだ」（1991年、フジテレビ） - 川崎進助
- なんだらまんだら（1991年、フジテレビ） - 東洲斎
- 大河ドラマ（NHK総合）
  - 太平記（1991年） - 高師直
  - 八代将軍吉宗（1995年） - 徳川宗直
  - 元禄繚乱（1999年） - 進藤源四郎
  - 功名が辻（2006年） - 豊臣秀吉
  - 西郷どん（2018年） - 龍佐民[15]
- 新春ワイド時代劇（テレビ東京）
  - 天下の副将軍水戸光圀 徳川御三家の激闘（1992年） - 徳川綱吉
  - 豊臣秀吉 天下を獲る!（1995年） - 竹中半兵衛
  - 炎の奉行 大岡越前守（1997年） - 大石内蔵助
  - 壬生義士伝〜新選組でいちばん強かった男（2002年） - 近藤勇
  - 竜馬がゆく（2004年） - 勝海舟
  - 天下騒乱〜徳川三代の陰謀（2006年） - 柳生宗矩
  - 忠臣蔵〜その義その愛（2012年） - 吉良上野介
- 悲しくてやりきれない（1992年、TBS）
- 家栽の人（1993年、TBS） - 渋谷直正
- 谷口六三商店（1993年、TBS） - 隣りの源さん
- 悪魔のKISS（1993年、フジテレビ） - 菅野正一
- 西遊記（1994年、日本テレビ） - 沙悟浄
- 福井さんちの遺産相続（1994年、フジテレビ） - 福井康明
- せつない春（1995年、テレビ東京）
- 今夜もテレビで眠れない（1995年、TBS）
- 風の刑事・東京発!（1995年、テレビ朝日） - 田島善造
- 夏の一族（1995年、NHK総合） - 黒沼元造
- 大往生（1996年、NHK BS2）
- やんちゃくれ（1998年、NHK総合 連続テレビ小説） - 水嶋欽一
- 月曜ドラマスペシャル 退職刑事の事件帳6 阿寒・釧路湿原追跡旅行（1998年、TBS） - 平石俊久
- OUT〜妻たちの犯罪〜（1999年、フジテレビ） - 佐竹光義
- 浅草・花岡写真館（2000年、BS-TBS）
- 女と愛とミステリー「刑法第三十九条 フラッシュ・バック」（2001年2月、テレビ東京） - 天宮如彦
- 聖徳太子（2001年、NHK総合） - 穴穂部皇子
- 私立探偵 濱マイク 第10話「1分間700円」（2002年、よみうりテレビ） - 神父
- 蝉しぐれ（2003年、NHK総合） - 横山又助
- センセイの鞄（2003年、WOWOW） - 松本春綱
- WATER BOYS（2003年、フジテレビ） - 山岡
- やがて来る日のために（2005年、フジテレビ）
- ぶるうかなりや（2005年、WOWOW） - 坂部重彦
- ハルとナツ 届かなかった手紙（2005年、NHK総合） - 中山耕太郎
- 特命!刑事どん亀（2006年、TBS） - 宮内徳次郎
- 太閤記〜天下を獲った男・秀吉（2006年、テレビ朝日系） - 語り、渥美侘助
- 愛の流刑地（2007年、日本テレビ） - 北岡耕造
- 敵は本能寺にあり（2007年、テレビ朝日） - 近衛前久
- 刺客請負人（2007年 - 2008年、テレビ東京） - 徳松
- 流星の絆（2008年、TBS） - 戸神政行
- 本当と嘘とテキーラ（2008年、テレビ東京） - 高野元洋
- 法廷サスペンスSP(3)『量刑』（2009年5月25日、TBS） - 裁判所所長・一ノ宮環
- 華麗なるスパイ（2009年、日本テレビ） - ミスター匠
- 一応の推定（2009年12月20日、WOWOW） - 村越努 役※主演
- 坂の上の雲（2009年 - 2011年、NHK総合） - 乃木希典
- なぜ君は絶望と闘えたのか（2010年9月25日・26日、WOWOW） - 吉崎弁護士
- モリのアサガオ（2010年10月 - 12月、テレビ東京） - 深堀圭造
- Q10 第8話、最終話（2010年、日本テレビ） - 藤丘(柄本時生)の父親
- ハンチョウ〜神南署安積班〜 シリーズ4〜正義の代償〜 第4話（2011年5月2日、TBS） - 福村勝治巡査長
- ハガネの女 season2 第5話（2011年5月19日、テレビ朝日） - 鷹山
- それでも、生きてゆく（2011年7月7日 - 9月15日、フジテレビ） - 深見達彦
- HUNTER〜その女たち、賞金稼ぎ〜（2011年10月 - 12月、フジテレビ） - 大岩省吾
- 妖怪人間ベム（2011年10月 - 12月、日本テレビ） - 名前の無い男 役※特別出演
- 帰郷（2011年12月23日、TBS） - 中台寛治
- 開拓者たち（2012年1月、NHK BSP） - 宗光彦
- 運命の人（2012年1月 - 3月、TBS） - 小平正良
- 特別ドキュメンタリードラマ『3.11 その日、石巻で何が起きたのか〜6枚の壁新聞』（2012年3月6日、日本テレビ） - 武内宏之
- 宮部みゆき・4週連続　“極上”ミステリー 第二夜「スナーク狩り」（2012年5月14日、TBS） - 織口邦男
- 松本清張没後20年特別企画 疑惑（2012年11月9日、フジテレビ） - 白河福太郎
- 鬼平外伝 正月四日の客（2013年1月3日、時代劇専門チャンネル） - 庄兵衛
- とんび（2013年1月 - 3月、TBS） - 海雲 役 ※共演シーンはないが柄本佑も第7話にゲスト出演
- 二十四の瞳（2013年8月4日、テレビ朝日） - 寺田和成
- 日本・ベトナム国交樹立40周年スペシャルドラマ「The Partner 〜愛しき百年の友へ〜」（2013年9月29日、TBS） - 大隈重信
- ダンダリン 労働基準監督官（2013年12月4日-11日、日本テレビ） - 飯野（御子柴） 慎司
- 新春ドラマスペシャル “新参者”加賀恭一郎「眠りの森」（2014年1月2日、TBS） - 太田刑事
- 戦力外捜査官（2014年1月 - 3月、日本テレビ） - 越前憲正
- 足尾から来た女（2014年1月18日・25日、NHK総合） - 田中正造
- 刑事110キロ 第2シリーズ 最終話（2014年6月5日、テレビ朝日） - 小田島克也
- 同窓生〜人は、三度、恋をする〜（2014年7月 - 9月、TBS） - 鮫島秀顕
- 松本清張〜坂道の家（2014年12月6日、テレビ朝日） - 寺島吉太郎
- アイアングランマ（2015年1月 - 2月、NHK BSP） - 時田
  - アイアングランマ2（2018年6月 - 7月）
- 永遠の0（2015年2月11日、14日、15日、テレビ東京） - 景浦介山(現代編）
- 新 法廷荒らし 猪狩文助〜終の棲家〜（2015年3月16日、TBS） - 主演・猪狩文助
- 警視庁強行犯 樋口顕2 ビート」（2015年8月26日、テレビ東京） - 島崎洋平
- 剣客商売 陽炎の男（2015年9月11日、フジテレビ） - 鎌屋辰蔵
- 釣りバカ日誌〜新入社員 浜崎伝助〜 第2話（2015年10月30日、テレビ東京） - 阿久津熊吉
- ザ・プレミアム「大江戸炎上」（2016年1月3日、NHK BSP）ドラマ部分 - 松平信綱
- 女性作家ミステリーズ 美しき三つの嘘 第1話「ムーンストーン」（2016年1月4日、フジテレビ） - 夫の弁護士 役[16]
- いつかこの恋を思い出してきっと泣いてしまう （2016年1月18日 - 3月21日、フジテレビ） - 林田雅彦
- 嵐の涙〜私たちに明日はある〜（2016年2月 - 3月、東海テレビ） - 石原壮一
- マザー・強行犯係の女〜傍聞き〜（2016年4月20日、テレビ東京） - 秋月浩司
- 狙撃（2016年10月2日、テレビ朝日） - 宮田達之
- 宮崎のふたり（2016年10月19日、NHK BSP / 2018年5月5日、NHK総合） - 小山幸彦[17]
- 放送90年 大河ファンタジー「精霊の守り人II　悲しき破壊神」（2017年1月21日 - 3月25日、NHK総合） - スファル[18]
- A LIFE〜愛しき人〜（2017年1月15日 - 3月19日、TBS） - 壇上虎之助
- 雲霧仁左衛門 (2013年のテレビドラマ)（2017年） ‐ 暁星右衛門
- 猫忍（2017年1月 - 3月、tvkほか） - 「猫見屋」の店主 役[19]
- 水曜ミステリー9「警視庁特命刑事☆二人2 新宿・荒木町コールドケース」（2017年1月25日、テレビ東京） - 加納良一
- 銀と金（2017年1月 -3月、テレビ東京） - 蔵前仁
- フランケンシュタインの恋（2017年4月 - 6月、日本テレビ） - 鶴丸十四文
- 下北沢ダイハード（2017年7月 - 9月、テレビ東京） - 下北沢の自転車の男
- 孤独のグルメ 大晦日スペシャル～食べ納め！瀬戸内出張編～（2017年12月31日　テレビ東京） - 丸万大将 役
- 遺留捜査 - 園田蓮（テレビ朝日）
  - 第5シリーズ 第1話（2018年）
  - 第6シリーズ 第1話（2021年）
- グッド・ドクター（2018年7月 - 9月、フジテレビ） - 司賀明
- 相棒 シリーズ（2018年-　テレビ朝日） - 鑓鞍兵衛 役
  - Season17 #1「ボディ」、#2「ボディ〜二重の罠」
  - Season18 #2「アレスの進撃〜最終決戦」
  - Season19 #19「暗殺者への招待」、#20「暗殺者への招待〜宣戦布告」
  - Season20 #20「冠城亘最後の事件ー仇敵」、#20「冠城亘最後の事件ー特命係との別離」
  - season21 #1「ペルソナ・ノン・グラータ」[20]
- 砂の器（2019年3月28日、フジテレビ） - 本浦千代吉[21]
- インハンド（2019年、TBS） - 園川務
- 監察医 朝顔（2019年7月8日 - 9月23日、フジテレビ） ‐ 嶋田浩之
  - 監察医 朝顔『特別編』（2019年9月30日）
  - 監察医 朝顔 第2シーズン（2020年11月2日 - 2021年3月22日)[22]
- 盤上の向日葵（2019年9月8日 - 9月29日、NHK BSP） - 唐沢
- 絶対零度〜未然犯罪潜入捜査〜（2020年1月6日 - 3月16日、フジテレビ） - 加賀美聡介
- BS笑点ドラマスペシャル 初代林家木久蔵（2020年1月11日、BS日テレ）- 清水崑 役
- 信州発地域ドラマ ピンぼけの家族（2020年3月4日、NHK BSP） - 田村郁男
- 半沢直樹（2020年7月19日 - 9月27日、TBS） - 箕部啓治[23]
- ソロ活女子のススメ 最終話（2021年6月19日、テレビ東京）- 銭湯の主人
- NHK特集ドラマ 混声の森（2022年3月26日・27日、NHK BS4K / 2022年7月23日・30日、NHK BSP）- 柳原是好 役
- 海の見える理髪店 （2022年3月31日、NHK BS8K / 5月8日、NHK BSP）- 主演・店主
- 未来への10カウント（2022年4月14日 - 6月9日、テレビ朝日） - 芦屋賢三 役[24][25]
- 17才の帝国（2022年5月7日 - 6月4日、NHK総合）- 鷲田継明 役[26]
- BSプレミアムドラマ 拾われた男 Lost Man Found（2022年6月26日 - 8月28日、NHK BSP・ディズニープラス）- 柄本明 役（本人役）[27]
- 新・信長公記〜クラスメイトは戦国武将〜（2022年7月24日 - 9月25日、日本テレビ） - 別府ノ守与太郎 役[28]
- さよならの向う側 第2話（2022年9月29日、日本テレビ） - 山脇博 役[29]
- ジャパニーズスタイル（2022年10月22日 - 12月24日、テレビ朝日） - 梅越一二四 役[30]
- Get Ready! 第2話（2023年1月15日、TBS） - 坊城寬 役[31]
- 満天のゴール（2023年3月25日、NHK BS4K） - 鴨井徳仁 役[32]
- 正直不動産スペシャル（2024年1月3日、NHK総合・BSP4K）[33][34]
- さよならマエストロ〜父と私のアパッシオナート〜 第8話（2024年3月3日、TBS） - 夏目行彦 役[35]
- JKと六法全書（2024年4月19日 - 6月7日、テレビ朝日） - 桜木倫太郎 役[36]
- 新宿野戦病院（2024年7月3日 - 9月11日、フジテレビ） - 高峰啓介 役[37]
- 激突!合戦将棋「関ヶ原の戦い」（2025年1月1日、NHK Eテレ） - 徳川家康 役
- 日本一の最低男 ※私の家族はニセモノだった 第7話・第9話（2025年2月20日・3月6日、フジテレビ） - 大森平蔵 役[38]
- 看守の流儀（2025年6月21日、テレビ朝日） - 蛭川幸三 役[39]

### 映画
- 赤塚不二夫のギャグ・ポルノ 気分を出してもう一度（1979年） - 畑山大五郎
- 下落合焼とりムービー（1979年6月25日） - 助教授・山田一郎
- Mr.ジレンマン 色情狂い（1979年） - 岩田勘太郎
- ヒポクラテスたち（1980年） - 加藤健二
- ちゃんばらグラフィティー 斬る!（1981年） - ナレーター
- セーラー服と機関銃（1981年） - 黒木刑事
- 道頓堀川（1982年） - 石塚
- 男はつらいよシリーズ
  - 男はつらいよ 寅次郎あじさいの恋（1982年） - 近藤
  - 男はつらいよ 寅次郎心の旅路（1989年） - 坂口兵馬
- 疑惑（1982年） - 秋谷茂一
- 次郎長青春篇 つっぱり清水港（1982年） - 佐藤数馬
- 天城越え（1983年） - 旅の呉服屋
- ダブルベッド（1983年） - 山崎徹
- 化粧（1984年） - 蔦野菊雄
- ロケーション（1984年） - 紺野
- カポネ大いに泣く（1985年） - 桃中軒牛右衛門
- 生きてみたいもう一度 新宿バス放火事件（1985年） - 丸山博文
- 二代目はクリスチャン（1985年） - 神代
- 祝辞（1985年） - 東田泰平
- キネマの天地（1986年） - 佐伯監督
- 青春かけおち篇（1987年） - 松田
- ベッドタイムアイズ（1987年） - 大黒
- 女咲かせます（1987年） - ラーメン屋の王さん
- さらば愛しき人よ（1987年） - 加東昭司
- 天使のはらわた 赤い眩暈（1988年） - 暴力団の男
- 木村家の人びと（1988年） - 雨宮晋一
- 敦煌（1988年） - 呂志敏
- リボルバー（1988年） - 蜂矢圭介
- もっともあぶない刑事（1989年） - 前尾源次郎
- ハリマオ（1989年） - 陸軍少佐
- バカヤロー!2 幸せになりたい。 第3話「新しさについていけない」（1989年） - 寄貝やすし
- バトルヒーター（1989年） - 浜利一
- 北京的西瓜（1989年） - 寺本商店
- ファンシィダンス（1989年） - 社員
- 宇宙の法則（1990年） - 長山
- 遥かなる甲子園（1990年） - 友利教諭
- マリアの胃袋（1990年） - 江島東洋男
- グッバイ・ママ（1991年） - 長谷部義治
- ラスト・フランケンシュタイン（1991年） - 三枝二郎
- あさってDANCE（1991年） - 寺山大吉
- 幕末純情伝（1991年） - 桂小五郎
- シコふんじゃった。（1992年） - 穴山冬吉
- マンハッタン・キス（1992年） - 大川真実
- 病は気から 病院へ行こう2（1992年） - 高倉俊男
- 空がこんなに青いわけがない（1992年）※監督
- あひるのうたがきこえてくるよ。（1993年） - 梶良介
- プライベート・レッスン（1993年） - 大場建造
- 夏の庭 The Friends（1994年） - 長友
- ゴジラシリーズ
  - ゴジラvsスペースゴジラ（1994年12月10日） - 結城晃[2]
  - シン・ゴジラ（2016年7月29日） - 東竜太[40][2]
- 幻の光（1995年） - 喜大
- Shall we ダンス?（1996年） - 三輪徹
- 釣りバカ日誌8（1996年） - 湯川省平
- 虹をつかむ男（1996年） - 斉藤課長
- truth（1997年） - 沢田雄太郎
- うなぎ（1997年） - 高崎保
- 誘拐（1997年） - 橘警視
- 身も心も（1997年） - 関谷善彦
- 鍵（1997年） - 安西宗一郎
- ラブ・レター（1998年） - 伊藤常夫
- 麗猫伝説 劇場版（1998年） - 志村良平
- カンゾー先生（1998年） - 赤城風雨※主演
- 生きたい（1999年） - 君塚長太郎
- セカンドチャンス（1999年） - 中島慎太郎
- 川の流れのように（2000年） - 出前赤坂晃小滝
- アナザヘヴン（2000年） - 赤城幸造
- ざわざわ下北沢（2000年） - 造形作家
- NAGISA（2000年） - 神主
- 淀川長治物語・神戸篇 サイナラ（2000年）
- 漂流街 THE HAZARD CITY（2000年） - 桑田
- 天国までの百マイル（2000年） - 曽我真太郎
- 風花（2001年） - 温泉宿の親父
- 真夜中まで（2001年） - 戸塚
- ウォーターボーイズ（2001年） - オカマバーのママ
- 陰陽師（2001年） - 藤原元方
- ターン（2001年） - 松原
- KT（2002年） - 内山洋
- 理髪店主のかなしみ（2002年） - 坂口
- 仔犬ダンの物語（2002年） - 古澤常男
- 魔界転生（2003年） - 松平伊豆守
- さよなら、クロ（2003年） - 花園修造
- 座頭市（2003年） - 居酒屋の的屋の主人
- 偶然にも最悪な少年（2003年） - カネシロシゲハル
- ドッペルゲンガー（2003年） - 村上
- 花（2003年） - 鳥越弘
- 解夏（2004年） - 黒田寿夫
- 油断大敵（2004年） - 猫田定吉
- ウイニング・パス（2004年） - うどん屋店主
- ふくろう（2003年） - ダム男B
- ドラッグストア・ガール（2004年） - 鍋島浩次
- ゼブラーマン（2004年） - カニ男
- ニワトリはハダシだ（2004年） - 朽木泰三
- 雨鱒の川（2004年） - 田崎秀二郎
- 理由（2004年） - 片倉義文
- 月とチェリー（2004年） - 阪本
- レイクサイド マーダーケース（2005年） - 藤間智晴
- 鉄人28号（2005年） - 大塚雄之助
- 妖怪大戦争（2005年） - 牛舎の農夫
- 容疑者 室井慎次（2005年） - 津田誠吾
- 蟬しぐれ（2005年） - 磯谷主計
- スクラップ・ヘブン（2005年） - 薮田刑事
- 嫌われ松子の一生（2006年） - 川尻恒造
- やわらかい生活（2006年） - 橘昭夫
- 日本沈没（2006年） - 福原教授
- ハリヨの夏（2006年） - 大島陽介
- 呉清源〜極みの棋譜〜（2006年） - 瀬越憲作
- スターフィッシュホテル（2007年） - ウサギ男
- 世界はときどき美しい（2007年） - 蝿男
- 東京タワー オカンとボクと、時々、オトン（2007年） - 笹塚の診療所の医者
- 神童（2007年） - 菊名久
- やじきた道中 てれすこ（2008年） - 喜多八
- 魍魎の匣（2007年） - 美馬坂幸四郎
- リアル鬼ごっこ（2008年） - 医者（王様）
- 花影（2008年） - 不動産屋主人
- タカダワタル的ゼロ（2008年、ドキュメンタリー）
- 世界で一番美しい夜（2008年） - ジャーナリスト
- ぐるりのこと。（2008年） - 安田邦正
- 築地魚河岸三代目（2008年） - 真田正治郎
- きみの友だち（2008年） - フリースクールの校長
- ラストゲーム 最後の早慶戦（2008年） - 飛田穂洲
- シャカリキ!（2008年） - 校長
- イキガミ（2008年） - 参事官
- 石内尋常高等小学校 花は散れども（2008年） - 市川義夫
- ICHI（2008年） - 長兵衛
- ハッピーフライト（2008年11月15日） - 斉藤直輔
- 旭山動物園物語 ペンギンが空をとぶ（2008年）
- レイン・フォール/雨の牙（2009年） - タツ
- ジョン・ラーベ 〜南京のシンドラー〜（2009年） - 松井石根大将
- 余命1ヶ月の花嫁（2009年） - 長島貞士（花嫁の父）
- ぼくとママの黄色い自転車 （2009年） - 正太郎
- ゴールデンスランバー（2010年） - 保土ヶ谷康志
- 花のあと（2010年） - 永井宗庵
- 春との旅（2010年） - 中井道男
- 孤高のメス（2010年） - 大川松男
- ケンタとジュンとカヨちゃんの国（2010年） - 菊ちゃん
- 悪人（2010年） - 石橋佳男
- 死刑台のエレベーター（2010年） - 柳町宗一
- 桜田門外ノ変（2010年） - 金子孫二郎
- 雷桜（2010年） - 榎戸角之進
- 脇役物語（2010年） - ホームレス
- ヘヴンズ ストーリー （2010年、瀬々敬久監督）
- 大木家のたのしい旅行 新婚地獄篇（2011年） - 濡れた男
- 忍たま乱太郎（2011年） - ウスタケ忍者長老
- 一枚のハガキ（2011年） - 森川勇吉
- 神様のカルテ（2011年） - 貫田誠太郎
  - 神様のカルテ2（2014年3月21日） - 貫田誠太郎
- 電人ザボーガー（2011年） - 悪ノ宮博士
- 天使突抜六丁目（2011年） - 杉本
- アントキノイノチ（2011年） - 井上正志
- 聯合艦隊司令長官 山本五十六（2011年） - 米内光政[41]
- 逆転裁判（2012年） - 大法廷・裁判長
- 種まく旅人〜みのりの茶〜（2012年） - 森川修造
- この空の花 長岡花火物語（2012年） - 野瀬清治郎
- 映画 妖怪人間ベム（2012年） - 名前の無い男 役※特別出演
- ばななとグローブとジンベイザメ（2013年） - 大原文雄
- きいろいゾウ（2013年） - アレチ
- 戦争と一人の女（2013年） - カマキリ
- 許されざる者（2013年9月13日） - 馬場金吾
- 飛べ!ダコタ（2013年10月5日） - 森本新太郎
- 利休にたずねよ（2013年12月7日） - 長次郎
- WOOD JOB! 〜神去なあなあ日常〜（2014年5月10日）
- オー!ファーザー（2014年5月24日） - 富田林
- 幕末高校生（2014年7月26日） - 柳田龍三
- 風邪（ふうじゃ）（2014年9月27日） - 一ノ瀬迅
- 0.5ミリ（2014年11月8日） - 佐々木健
- 正しく生きる（2015年3月7日） - 白石健彦
- 牙狼-GARO- -GOLDSTORM- 翔（2015年3月28日） - 双竜法師
- 恋する・ヴァンパイア（2015年4月17日） - 宗二郎おじいちゃん
- 愛を積むひと（2015年6月20日） - 上田熊二
- 天空の蜂（2015年9月12日） - 室伏周吉[42]
- 岸辺の旅（2015年10月1日） - 星谷
- ベトナムの風に吹かれて（2015年10月17日） - 佐生雄一郎[43]
- 人生の約束（2016年1月9日） - 武田善三[44]
- モヒカン故郷に帰る（2016年4月9日） - 田村治
- 後妻業の女（2016年8月27日）
- なりゆきな魂、（2017年1月28日、ワイズ出版）[45][46]
- サバイバルファミリー（2017年2月11日） - 佐々木重臣
- 猫忍（2017年5月20日） - 「猫見屋」の店主[19]
- 武曲 MUKOKU（2017年6月3日） - 光邑雪峯[47]
- 悪と仮面のルール（2018年1月13日） - 会田[48]
- 今夜、ロマンス劇場で（2018年2月10日） - 本多正[49]
- 万引き家族（2018年6月8日） - 川戸頼次
- 空飛ぶタイヤ（2018年6月15日）- 野村征治
- オズランド 笑顔の魔法おしえます。（2018年10月26日） - 宮川[50]
- 楽園（2019年10月18日）- 藤木五郎[51]
- くらやみ祭の小川さん（2019年）- 徳永勘三郎
- 太陽の家（2019年）- 吉武利治
- 駅までの道をおしえて（2019年）- 動物病院院長
- ある船頭の話（2019年）- トイチ※主演
- 居眠り磐言（2019年）- 有楽斎
- 一粒の麦 荻野吟子の生涯（2019年）- 中村市五郎
- 星屑の町（2020年2月21日東北4県先行上映、3月6日全国公開、東映ビデオ） - 久間部六造
- 一度も撃ってません（2020年7月3日） - 植田順[52]
- ドクター・デスの遺産-BLACK FILE-（2020年11月13日）- 寺町亘輝
- アンダードッグ（2020年） - 末永作郎[53]
- 日本独立（2020年12月18日） - 松本烝治[54]
- 名も無き世界のエンドロール（2021年1月29日） - 川畑
- UMAMI（2021年）[55]
- のさりの島（2021年5月29日） - 碓井 [56]
- 妖怪大戦争 ガーディアンズ（2021年） - 老人
- 燃えよ剣（2021年10月15日[57]） - 丸十店主[58]
- ノイズ（2022年1月28日） - 横田庄吉[59]
- 流浪の月（2022年5月13日） - 阿方[60]
- 夜明けまでバス停で（2022年10月8日）- バクダン[61]
- ある男（2022年11月18日） - 小見浦憲男
- エゴイスト(2023年2月10日） - 斉藤義夫
- シャイロックの子供たち（2023年2月17日）- 沢崎肇
- ロストケア（2023年3月24日） - 斯波正作[62][63]
- 最後まで行く（2023年5月19日） - 仙葉泰[64]
- 波紋（2023年5月26日） - 門倉太郎
- 愛のこむらがえり（2023年6月23日） - 西園寺宏[65]
- 福田村事件（2023年9月1日） - 井草貞次[66]
- 法廷遊戯（2023年11月10日） - 奈倉哲[67]
- 身代わり忠臣蔵（2024年2月9日、東映） - 柳沢吉保[68]
- 鬼平犯科帳 血闘（2024年5月10日） - 鷺原の九平 役
- まる（2024年10月18日、アスミック・エース） - 先生 役[69]
- カーリングの神様（2024年11月8日、ラビットハウス） - 小宮山進 役[70][71][72]
- 室町無頼（2025年1月17日、東映） - 唐崎の老人 役[73]
- 少年と犬（2025年3月20日、東宝） - 片野弥一 役[74]
- 盤上の向日葵（2025年10月31日公開予定、ソニー・ピクチャーズ エンタテインメント / 松竹） - 兼埼元治 役[75]
- 栄光のバックホーム（2025年11月28日公開予定、ギャガ） - 川藤幸三 役[76]

### 舞台
- マーちゃんの神曲 ー藤沢悪魔払い儀式事件ー（旧転位・21 1988年 紀伊國屋ホール）
- おくりびと（2010年）
- ペテン・ザ・ペテン（2011年）
- プルートゥ PLUTO（2015年） - 天馬博士
- とりあえず、お父さん（2015年12月、天王洲 銀河劇場） - フィリップ[77]
- てにあまる（2020年12月 - 2021年1月、東京芸術劇場 プレイハウス 他4会場）[78]
- 『本日も休診』（2021年11月12日～28日 ／明治座）- 見川鯛山役
- 今は昔、栄養映画館（2024年11月16日 - 12月1日、アトリエ乾電池 / 2025年1月8日 - 11日、アトリエ乾電池）[79][80]
- 秘密の花園（2025年6月20日・21日・28日・29日〈予定〉、アトリエ乾電池）[81]
- また本日も休診〜山医者のうた〜（2025年10月11日 - 11月22日、博多座）[82][83]

### テレビアニメ
- ふるさと再生 日本の昔ばなし（2012年4月1日 - 2017年3月26日、テレビ東京） - 語り手
- ふるさとめぐり 日本の昔ばなし（2017年4月2日 - 2018年3月25日、テレビ東京） - 語り手

### 劇場アニメ
- 昆虫物語 みつばちハッチ〜勇気のメロディ〜（2010年 - ドクモ）
- グスコーブドリの伝記（2012年 - クーボー博士）
- 夜明け告げるルーのうた（2017年 - カイの祖父[84]）
- めくらやなぎと眠る女（2024年7月26日公開 - オーナー[85]）

### ラジオ
- わが人生に乾杯!（2009年12月24日、NHKラジオ第1）

### ラジオドラマ
- アドルフに告ぐ（1993年3月15日、TBSラジオ） - 峠草平

### ドキュメンタリー
- NHKスペシャル 病の起源 第3集 腰痛〜それは二足歩行の宿命か?〜（2008年10月5日、NHK総合）※ナビゲーター
- 情熱大陸（2021年11月21日、毎日放送）
- 最後の講義「俳優 柄本明」（2022年8月20日、NHK BS1）[86]
- ETV特集「“看取り犬（みとりいぬ）”とワンダフルライフ」（2022年9月10日、NHK Eテレ）- ナレーション[87]
- にっぽん縦断 こころ旅（2024年10月7日 - 11日、NHK BSP4K） - 腰の骨折で休業した番組ホスト火野正平の代走として長野県パートを担当

### その他
- のってシーベンチャーベンガル
- 志村けんのバカ殿様（フジテレビ） - 常連ゲスト
- たいむかぷせる（TBS）- レギュラー出演
- 作法の極意（NHK総合） - レギュラー出演
- 志村けんのだいじょうぶだぁ（フジテレビ） - 常連ゲスト

### CM
- エスビー食品 和風カレー（1980年）※ベンガルと共演。
- 松下電器産業（現・パナソニック）ザ・ディスコ（1980年）※高田純次、ベンガルと共演。
- 日本中央競馬会（1981年）
- 大日本除虫菊 キンチョール（1981年 - 1982年）※郷ひろみと共演。
- 講談社/スコラ「スコラ創刊」（1982年）
- 大日本製薬（現：住友ファーマ）マルピーの下痢止め　(1990年)
- 東京ガス（1993年）
- 日産自動車 サニーB15後期型・登場時「お迎え」篇（1995年9月 - 1998年9月）
- DDIポケット「ポケット電話」（1995年）[88]
- さくらや
- ディレクTV「一家クギづけ篇」(1999年)[89]
- サントリー 角瓶「不器用な男」篇（2000年2月）
- トヨタ自動車 カローラフィールダー「禅問答」篇（2006年）
- ソフトバンクモバイル ホワイトプラン「操作方法」篇（2007年3月）※柄本佑と共演
- ACジャパン 「柄本家、話し合う」篇（2012年）
- オープンハウス
  - 犬のジョンシリーズ 「引越し」篇、「先輩」篇（2014年）
  - 夢見る小学生シリーズ 「ライバル」篇、「告白」篇（2020年）
  - 座敷童子シリーズ 「先輩登場」篇、「リモートワーク」篇（2022年）[90]
- かっぱ寿司 「やる、しかない。」シリーズ（2017年）

## 著書
- 必ず試験に出る柄本明（1981年12月、PARCO出版、ISBN 4891940603）
- 柄本明「絶望」の授業 - 課外授業 ようこそ先輩〈別冊〉（2003年10月、KTC中央出版、ISBN 4877582576）
- 東京の俳優（2008年6月、集英社、小田豊二による聞き書き自伝、ISBN 9784087813944）

## 音楽作品
アルバム
- What’s happening!（1987年）発売元：日本クラウン（CRCP-166）[91]

（曲目）1：その人はなぜ、2：わたしのボサノバ、3：サラリーマンはいつでもOK、4：無題、5：池袋悲恋、6：ホワッツ・ゴーイング・オン、7：トンヤレ・サラリーマン、8：悲しいほど普通
- What's Going On（2021年）発売元：日本クラウン（CRK-1025）[92]

### インタビュー
- ほぼ日刊イトイ新聞 21世紀の「仕事！」論。俳優篇 柄本明さん